# 赤澤竜也
赤澤 竜也（あかざわ たつや、1964年4月16日 - ）は、日本の作家。

## 来歴・人物
大阪府出身。大阪府立生野高等学校を経て、慶應義塾大学文学部仏文科卒業。大学在学中に17歳の女子高校生を妊娠させ駆け落ちし、自宅にて二人だけでの出産を強行。無事に自ら赤ちゃんを取り上げた。
大学卒業後、電力関連の公益社団法人、進学塾講師を経て、信用金庫営業マンとして中小企業経営者に事業資金の融資や経営指導を行う。退職後、大阪・梅田の風俗店に末端の従業員として参画。いくつかの店舗で働いたのち、法人設立して代表取締役に就任。複数の店舗を経営し、キタ新地の高級クラブを買収するなど、年商5億円を売り上げる。
その後、トラック運転手として1日平均労働時間15時間以上という過酷な労働を経て、フリー編集者兼ライターに転身。

## 著書
- 『お客さん、こーゆーとこ初めて？』（講談社、2006年10月、ISBN 4-06-213620-1）
- 『会社人間だった父と偽装請負だった僕』（ダイヤモンド社、2009年1月、ISBN 978-4-478-00759-4）
- 『風俗店ここだけの話』（イースト・プレス、2012年6月、ISBN 978-4-7816-7070-6）
- 『吹部！』（飛鳥新社、2013年8月、ISBN 978-4864102582・角川文庫、ISBN 4041035481）
- 『えげつないマネジメント』（アスペクト、2011年11月、ISBN 978-4-7572-1992-2）

伊吹瞬名義
- 『内川家。』（飛鳥新社、2014年5月、ISBN 978-4-8641-0155-4）
- 『白球ガールズ』（角川書店、2015年3月、ISBN 978-4-04-102348-8）

## 共著
- 『子どもをサッカー選手にするためにできること』（伯井寛、巴康子と共著/PHP研究所、2010年5月、ISBN 978-4-569-77799-3）
- 『サッカー日本代表の少年時代』（伯井寛、巴康子と共著/PHP研究所、2012年10月、ISBN 978-4-569-67899-3）

## 雑誌
- 『石原慎太郎と新宿歌舞伎町』（講談社Ｇ２ vol.2、2009年12月、ISBN 978-4-06-284352-2）